# Sân vận động bóng đá quốc gia Guam
Sân vận động bóng đá quốc gia Guam (tiếng Anh: Guam National Football Stadium) là một sân vận động đa năng trong làng Hagåtña thuộc Guam, lãnh thổ ở Hoa Kỳ. Sân hiện đang được sử dụng chủ yếu cho các trận đấu bóng đá. Sân vận động có sức chứa 1.000 người.